# Triángulo del Vaal

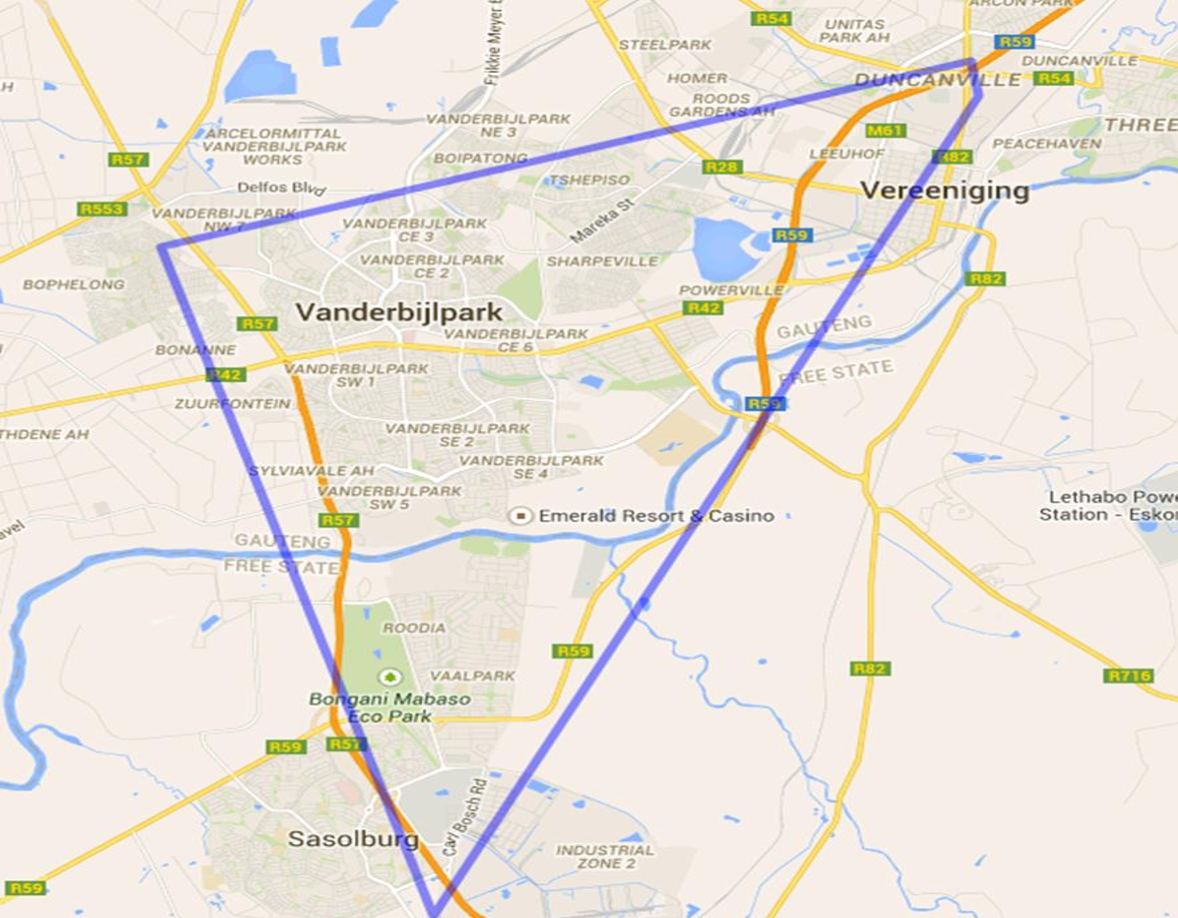
Mapa de la región del Triángulo de Vaal.

El Triángulo del Vaal  (Vaal Triangle en inglés y Vaaldriehoek en afrikáans) es un área triangular de tierra formada por Vereeniging, Vanderbijlpark y Sasolburg que en conjunto comprenden un sustancial complejo urbano en Sudáfrica. Meyerton, justo al norte de Vereeniging, también es generalmente incluida en el complejo. El área se extiende a ambas orillas del río Vaal y es una región industrial principal, que es sede de la Corporación de Hierro y Acero (ISCOR) y de Sasol, las instalaciones de tratamiento del acero y petróleo.
Debido a las industrias pesadas en y alrededor, el Triángulo Vaal se hizo de mala fama por su contaminación del aire y enfermedades respiratorias. Por esta razón, la gente local de habla afrikáans a menudo se refiere a la región como el Vuil Driehoek (que significa el Triángulo Sucio) como un juego de palabras de Vaal Driehoek (afrikáans para el Triángulo del Vaal).
Cerca está la Represa Vaal, de la cual la enorme megalópolis PWV (Pretoria, Witwatersrand y Vereeniging) saca su agua. El PWV forma el corazón urbano de la provincia Gauteng. Witwatersrand es el nombre que se le da a la zona que comprende el Área Metropolitana Gran Johannesburgo y a la veta de oro a lo largo de la cual fue descubierto el oro en 1886.
La Represa Vaal es frecuentada por la gente de Johannesburgo durante los fines de semana y vacaciones, ya que proporciona amplias instalaciones de recreación acuáticas a aproximadamente 70 kilómetros al sur de la ciudad.